# Werner Klingler
Pour les articles homonymes, voir Klingler.
Werner Klingler, né Karl Adolf Kurt Werner Klingler le 23 octobre 1903 à Stuttgart et mort le 23 juin 1972 à Berlin, est un réalisateur allemand crédité pour 29 films entre 1936 et 1968, également scénariste et acteur.

## Biographie
Werner Klingler a notamment participé à la réalisation du film de propagande nazie Titanic après la mort de son prédécesseur Herbert Selpin, et a coréalisé le film Guerre secrète avec Terence Young, Christian-Jaque et Carlo Lizzani en 1965.

## Filmographie

### Comme réalisateur
- 1936 : Le Suprême Effort (Standschütze Bruggler)
- 1937 : La Grande Révolte (Condottieri)
- 1938 : Hymne à la neige (de) (Liebesbriefe aus dem Engadin), coréalisé avec Luis Trenker
- 1939 : La Fille de la steppe (Die Barmherzige Lüge)
- 1940 : Le Dernier Round (Die letzte Runde)
- 1942 : Tempête sur Barbara (Wetterleuchten um Barbara)
- 1943 : Titanic, après le décès de Herbert Selpin
- 1943 : Les Degenhardt (de) (Die Degenhardts)
- 1944 : La parole est à la défense (Der Verteidiger hat das Wort)
- 1947 : Razzia (de)
- 1947 : Arche Nora (de)
- 1956 : L'Espion de la dernière chance (Spion für Deutschland)
- 1957 : Le Roi des voleurs (Banktresor 713)
- 1957 : Fille interdite (Frauenarzt Dr. Bertram)
- 1958 : Bien joué mesdames (Hoppla, jetzt kommt Eddie)
- 1958 : Les Souris grises (Blitzmädels an die Front)
- 1959 : Médecin par passion (Arzt aus Leidenschaft)
- 1959 : Aus dem Tagebuch eines Frauenarztes
- 1960 : Un étudiant est passé (Ein Student ging vorbei)
- 1961 : Les Fiancées d'Hitler (de) (Lebensborn)
- 1962 : Le Secret des valises noires (Das Geheimnis der schwarzen Koffer)
- 1962 : Échec à la brigade criminelle (Das Testament des Dr. Mabuse)
- 1964 : Le Hibou chasse la nuit (Das Haus auf dem Hügel)
- 1965 : Guerre secrète (Spione unter sich) (coréalisation)
- 1968 : Straßenbekanntschaften in St. Pauli (de)

### Comme acteur
- 1952 : Aveux spontanés (Assignment - Paris!) de Robert Parrish